# Ley habilitante de 1933

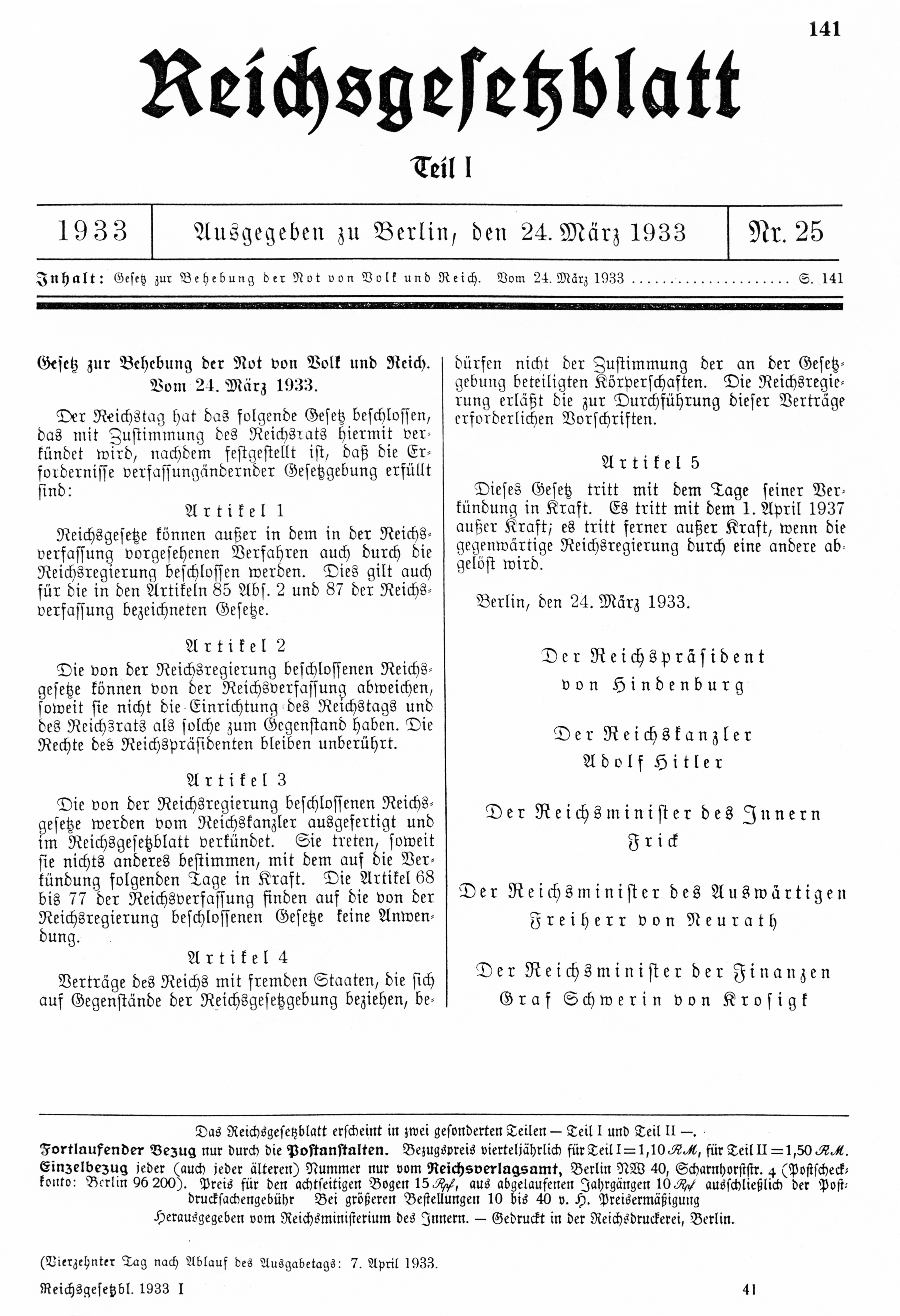
Texto de la ley en el boletín oficial del Reich, el Reichsgesetzblatt.

La ley habilitante del 24 de marzo de 1933 (en alemán: Ermächtigungsgesetz vom 24. März 1933), oficialmente la Ley para el remedio de las necesidades del Pueblo y del Reich (en alemán: Gesetz zur Behebung der Not von Volk und Reich) fue la ley habilitante aprobada por el Reichstag el 23 de marzo de 1933 que cedió de facto todo el poder legislativo a Adolf Hitler quebrando la separación de poderes de la República de Weimar. Fue el principal soporte jurídico sobre el que se construyó la transición de una república parlamentaria a la Alemania nazi.
La ley fue aprobada el 23 de marzo por el Reichstag, por 444 votos a favor (eran necesarios 431) y 94 en contra. La ley fue impulsada por el Partido Nacionalsocialista Obrero Alemán (NSDAP) pero los votos del Partido de Centro fueron claves en la aprobación de la ley. Solo el Partido Socialdemócrata de Alemania votó en contra, pues los comunistas habían sido prohibidos y no podían estar presentes.
Fue el segundo instrumento jurídico, después del Decreto del Incendio del Reichstag, mediante el cual los nacionalsocialistas obtuvieron poderes dictatoriales bajo una apariencia de legalidad. La ley concedía al canciller Adolf Hitler y a su gabinete el derecho a aprobar leyes sin la participación del parlamento, lo que supuso de facto el fin de la democracia, de la República de Weimar y de su Constitución.

## Texto
A continuación, se encuentra a la izquierda el texto original en alemán, y a la derecha la traducción al español.
| Original | Traducción |
| --- | --- |
| Gesetz zur Behebung der Not von Volk und Reich | Ley para solucionar las urgencias del Pueblo y la Nación |
| Der Reichstag hat das folgende Gesetz beschlossen, das mit Zustimmung des Reichsrats hiermit verkündet wird, nachdem festgestellt ist, daß die Erfordernisse verfassungsändernder Gesetzgebung erfüllt sind: | El Reichstag ha puesto en vigor la siguiente ley, la cual es proclamada con el consentimiento del Reichsrat, habiendo sido establecido que los requisitos para una enmienda constitucional han sido cumplidos: |
| Artikel 1 — Reichsgesetze können außer in dem in der Reichsverfassung vorgesehenen Verfahren auch durch die Reichsregierung beschlossen werden. Dies gilt auch für die in den Artikeln 85 Abs. 2 und 87 der Reichsverfassung bezeichneten Gesetze. | Artículo 1 — En adición al procedimiento establecido por la Constitución, las leyes del Reich pueden también ser emitidas por el Gobierno del Reich. Esto incluye a las leyes referidas en los artículos 85, párrafo 2 y artículo 87 de la Constitución. |
| Artikel 2 — Die von der Reichsregierung beschlossenen Reichsgesetze können von der Reichsverfassung abweichen, soweit sie nicht die Einrichtung des Reichstags und des Reichsrats als solche zum Gegenstand haben. Die Rechte des Reichspräsidenten bleiben unberührt. | Artículo 2 — Las leyes emitidas por el Gobierno del Reich pueden diferir de la Constitución en tanto no contradigan las instituciones del Reichstag y del Reichsrat. Los derechos del Presidente quedan sin modificación. |
| Artikel 3 — Die von der Reichsregierung beschlossenen Reichsgesetze werden vom Reichskanzler ausgefertigt und im Reichsgesetzblatt verkündet. Sie treten, soweit sie nichts anderes bestimmen, mit dem auf die Verkündung folgenden Tage in Kraft. Die Artikel 68 bis 77 der Reichsverfassung finden auf die von der Reichsregierung beschlossenen Gesetze keine Anwendung. | Artículo 3 — Las leyes emitidas por el gobierno del Reich deben ser promulgadas por el Canciller y publicadas en el diario oficial del Reich. Tales leyes entrarán en efecto al día siguiente de la publicación salvo que se indicase una fecha diferente. Los artículos 68 al 77 de la Constitución no se aplican a las leyes emitidas por el gobierno del Reich. |
| Artikel 4 — Verträge des Reiches mit fremden Staaten, die sich auf Gegenstände der Reichsgesetzgebung beziehen, bedürfen für die Dauer der Geltung dieser Gesetze nicht der Zustimmung der an der Gesetzgebung beteiligten Körperschaften. Die Reichsregierung erläßt die zur Durchführung dieser Verträge erforderlichen Vorschriften.                                     | Artículo 4 — Los tratados celebrados por el Reich con Estados extranjeros que afecten materia de las legislación del Reich no necesitarán la aprobación de las cámaras legislativas. El gobierno del Reich debe promulgar las reglas necesarias para la ejecución de tales tratados.                                                                               |
| Artikel 5 — Dieses Gesetz tritt mit dem Tage seiner Verkündung in Kraft. Es tritt mit dem 1. April 1937 außer Kraft, es tritt ferner außer Kraft, wenn die gegenwärtige Reichsregierung durch eine andere abgelöst wird. | Artículo 5 — Esta ley entra en vigor el día de su publicación. Queda sin vigencia el 1 de abril de 1937 o si el actual gobierno del Reich fuese sustituido por otro. |

Las menciones a los artículos de la Constitución de Weimar tenían gran importancia, pues el texto de la ley dejaba sin efecto los artículos referidos a la aprobación del presupuesto del Reich por el Reichstag y el Reichsrat, a su vez se eliminaba todo el procedimiento de emisión de normas que tenían ambos órganos. Ya tras el Incendio del Reichstag se había emitido un decreto donde Hitler dejaba sin vigor en Alemania el derecho del habeas corpus y numerosas libertades civiles, lo cual incrementaba más aún el poder de Hitler en calidad de Reichskanzler.

## Aprobación
| Partido político | Partido político | Delegados | A favor | En contra | Ausente |
| ---------------- | ---------------- | --------- | ------- | --------- | ------- |
|                  | NSDAP            | 288       | 288     | -         | -       |
|                  | SPD              | 120       | -       | 94        | 26      |
|                  | KPD              | 81        | -       | -         | 81      |
|                  | Zentrumspartei   | 73        | 72      | -         | 1       |
|                  | DNVP             | 52        | 52      | -         | -       |
|                  | BVP              | 19        | 19      | -         | -       |
|                  | DStP             | 5         | 5       | -         | -       |
|                  | CSVD             | 4         | 4       | -         | -       |
|                  | DVP              | 2         | 1       | -         | 1       |
|                  | DBP              | 2         | 2       | -         | -       |
|                  | Landbund         | 1         | 1       | -         | -       |
| Total            | Total            | 647       | 444     | 94        | 109     |

Composición del Reichstag en 1933
NSDAP
SPD
KPD
Zentrum
DNVP
BVP
DDP
Otros cuatro partidos

La aprobación de esta norma debía contar con al menos dos tercios del Reichstag, pues Hitler solicitaba la facultad de que el gobierno del Reich emitiese todo tipo de legislación, incluso alterando la Constitución de Weimar aún en vigor, y sin necesidad de aprobación previa del Reichstag; por tales motivos, la promulgación misma de la ley era considerada para todos los efectos como una modificación de la Constitución.
En las elecciones del 5 de marzo de 1933, tras el incendio del Reichstag, no pudieron participar los candidatos del Partido Comunista de Alemania (KPD) que en su mayoría ya habían sido arrestados por orden de la policía, tras ser acusados de haber planificado y ejecutado el incendio del Reichstag. El partido nazi (NSDAP) había ganado el 44% de votos en esta elección, que unidos al 8% de su cercano aliado el DNVP le daban el 52% del Reichstag, una mayoría absoluta pero todavía insuficiente para aprobar una ley de concesión de plenos poderes; los demás partidos que lograron escaños en el Reichstag eran el SPD hostil a Hitler y el Zentrumspartei, cuyos votos serían necesarios para la aprobación de la ley. 
Para lograr los votos restantes y alcanzar el 66,67% necesario, Hitler negoció con el Zentrumspartei a cambio de garantizar libertades civiles para católicos, además de permitir el funcionamiento de las escuelas religiosas y de mantener en el gobierno a funcionarios identificados con el Zentrumspartei; un líder de este grupo era el antiguo canciller Heinrich Brüning quien se opuso a apoyar una norma que otorgaba poderes tan amplios al Gobierno, entrando en conflicto con otro líder, el clérigo Ludwig Kaas, quien había negociado con Hitler y había ofrecido el apoyo de los votos centristas a este proyecto. El propio Hitler dirigió un discurso en el recinto parlamentario el día de la votación, destinado a calmar las preocupaciones de los centristas aún reticentes, lo cual consiguió en parte. Para «no romper la unidad del partido», Brüning aceptó en ese momento las promesas de Hitler y votó con el resto del Zentrumspartei a favor de la norma.
Los parlamentarios del SPD aún no detenidos acudieron a la votación para oponerse verbalmente a la aprobación de la ley, pero al notar que estaban en minoría decidieron retirarse al menos para evitar la votación ante la ausencia de cuórum. Entonces súbitamente los diputados nacionalsocialistas, dirigidos por Hermann Göring en calidad de presidente del Parlamento Alemán, cambiaron las reglas de votación y determinaron que el único cuórum necesario para aprobar la ley serían «los parlamentarios presentes» y que los diputados que se retirasen «sin justificación» serían considerados como «presentes» para así reunir el cuórum necesario. Los diputados del SPD se quedaron en el recinto para votar, pero sus discursos no modificaron la situación.
Finalmente, Hitler logró que en el edificio de la Krolloper, donde se reunía el Parlamento Alemán tras el incendio del Reichstag, entrasen hombres de la SA para intimidar con gritos y amenazas a los votantes aún indecisos del Zentrumspartei, de modo que al final de la sesión se logró la presión deseada y 444 diputados votaron aprobando la ley, 94 en contra (todos del SPD), ganando así el 83% de aprobación.
Cabe señalar que pese a las negociaciones con Hitler, el Partido de Centro nunca logró que el NSDAP aprobase normas para cumplir los ofrecimientos hechos en marzo de 1933. Por el contrario, poco después de aprobarse la ley el NSDAP presionó exitosamente a los partidos opositores para que se disolvieran.

## Efectos
Las consecuencias de esta ley fueron contundentes, pues el gobierno del Reich (en alemán Reichsregierung), presidido por Hitler en calidad de canciller de Alemania, tenía ahora el camino libre para aprobar toda clase de normas legales, inclusive yendo en contra de la propia Constitución de Weimar -la cual no fue derogada expresamente- o modificándola en la práctica por sola voluntad del gabinete nacionalsocialista. 
Otro efecto notable fue que el Reichstag perdía todo poder de decisión en la política alemana; se había previsto que el Reichsregierung informaría al Reichstag respecto de todas las normas emitidas pero a fines de 1933 los nacionalsocialistas habían logrado la disolución de casi todos los partidos políticos existentes, asimismo la ley que prohibía la existencia de partidos no nazis fue una de las normas promulgadas por Hitler desde julio de 1933; con ello la propia actividad del Reichstag carecía de sentido al hallarse copado por el NSDAP. La única función del Reichstag, ya sin actividades efectivas de gobierno, fue de prorrogar indefinidamente en 1937 la vigencia de la "Ley habilitante".
Ante ello el entonces Reichspräsident, el mariscal Paul von Hindenburg, carecía de poder de reacción; el octogenario militar estaba muy enfermo para poder oponerse a las maniobras nazis, se había apartado por completo de los asuntos públicos después de 1932 y, además, la Constitución de Weimar no le daba poderes políticos para oponerse a un Canciller de Alemania. Ello explica que dentro de la ley los jefes del NSDAP no modificaran los derechos y funciones del Reichspräsident, asegurando la debilidad política de dicho puesto. 
De todos modos la muerte del mariscal von Hindenburg el 2 de agosto de 1934 significó la vacancia definitiva de su cargo pues semanas después del deceso del mariscal se celebró un referéndum para fusionar la cancillería y la presidencia que los nazis ganaron holgadamente. Con ello la concentración de todo el poder político quedó en manos de Hitler, hasta en sus menores detalles, como "Führer und Reichskanzler", así lo había explicado el jerarca nazi Joseph Goebbels tras aprobarse la "Ley habilitante": 

«La voluntad del Führer ha quedado establecida totalmente, los votos ya no importan más. Sólo el Führer decide. Esto ha sucedido más rápidamente de lo que esperábamos».

A pesar de que la "Ley habilitante" otorgaba poderes máximos y casi ilimitados al «gobierno del Reich» como conjunto y no solo al Canciller, en la práctica Hitler muy rara vez convocó reuniones de gabinete durante su mandato, a pesar de que todos los ministros integrantes del mismo eran también miembros del Partido Nazi. 
En los hechos era Hitler quien coordinaba las decisiones y actuaciones gubernamentales conferenciando directamente con cada ministro conforme al "principio del jefe"; a su vez cada ministro presidía su propia burocracia creando sus "oficinas gubernamentales" ("Amt") de modo bastante autónomo, para ejecutar con ellas las decisiones de administración pública encargadas por Hitler, pero ya sin discusiones a nivel de "gabinete". En los hechos, tras empezar la Segunda Guerra Mundial en septiembre de 1939 no volvieron a realizarse reuniones del "gabinete de ministros" de la Alemania nazi, por lo cual todos los actos de administración -civiles y militares- quedaron cada vez más concentrados en la autoridad final de Hitler.